# Iso (mitologia)
Iso è un personaggio della mitologia greca citato nell'undicesimo libro dell'Iliade di Omero.

## Mitologia
Iso era uno dei cinquanta figli di Priamo. Sua madre non era una delle tre spose consorti del sovrano (Arisbe, Ecuba e Laotoe), ma una schiava. Tuttavia Iso partecipò alla guerra di Troia come tutti i suoi fratellastri, facendo da auriga ad uno di loro, Antifo. I due giovani vennero fatti prigionieri da Achille, che non li uccise, preferendo venderli come schiavi. 

Tornati a Troia dopo che Priamo ebbe pagato il riscatto, ripresero a combattere ma vennero uccisi da Agamennone; Iso morì trafitto al petto da una lancia.